# Awhiowhio sepulchrum
Awhiowhio sepulchrum är en svampdjursart som beskrevs av Kelly 2007. Awhiowhio sepulchrum ingår i släktet Awhiowhio och familjen Corallistidae. Inga underarter finns listade i Catalogue of Life.